# .sr
.sr este un domeniu de internet de nivel superior, pentru Surinam (ccTLD).